# دمیدوفکا (استان بلگورود)
دمیدوفکا (انگلیسی: Demidovka, Belgorod Oblast) یک شهرک در بخش کراسنویاروژسکی استان بلگورود کشور روسیه است.